# 소네트
소네트(sonnet)는 유럽 정형시의 한 종류다. 단어 자체의 의미는 '작은 노래'라는 뜻으로 오크어 단어 sonet와 이탈리아어 sonetto에서 유래했다. 13세기경까지 엄격한 형태와 특정 구조를 갖춘 14줄의 시를 의미하는 말이었다. 소네트와 관련된 형식적 규율들은 시대에 따라 진화했다. 소네트는 엄격히 각운이 맞추어지는 형식이며, 르네상스 시기에 이탈리아에서 만들어졌으나, 잉글랜드로 전해져, 영국 시를 대표하는 시 형식의 한 가지가 되었다. 가장 잘 알려진 소네트 작가는 셰익스피어(Shakespeare)로, 154개의 소네트를 남겼다.
소네트의 운율을 매기는 법은, 8개의 줄을 한 묶음으로 놓는 방식과, 네 줄씩 세번이 나온 후 두 줄이 추가되는 방식이 있다. 소네트의 형식은 크게 이탈리안 소네트(Italian Sonnet), 스펜서리안 소네트(Spenserian Sonnet), 셰익스피어 소네트(Shakespearian Sonnet)의 세 가지가 있다. 셰익스피어 소네트는 셰익스피어가 주로 사용한 방식으로, 10음절로 이루어진 14개의 줄이 약강의 5음보 율격으로 쓰이는 방식이며, 각운의 매기는 방식은 ABAB CDCD EFEF GG 형태이다. (예: Shall I compare thee to a summer's day?)
소네트의 대표적인 작가로는 페트라르카, 셰익스피어, 존 밀턴, 워즈워스 등이 있다.